# Roman Domon
Roman Domon, né le 6 octobre 2005 à Amiens dans la Somme, est un joueur français de basket-ball évoluant au poste d'ailier pour le BCM Gravelines-Dunkerque en Betclic Élite.

## Biographie
Roman Domon est le fils de Frédéric Domon, ancien international français de basket-ball.

### Débuts dans le basket-ball
Il naît à Amiens et débute le basket-ball dans sa ville, plus précisément au Amiens Sporting Club Basket-Ball, club dans lequel il reste de 2009 à 2018. Lors de la saison 2018-2019, Roman Domon intègre le Pôle Espoirs de Picardie et est toujours licencié du côté d'Amiens mais peut, grâce à un prêt, évoluer en championnat de France U15 Elite sous le maillot de Saint-Quentin Basket-Ball. Il prend part à 19 rencontres et inscrit en moyenne 8,5 points.
En 2019, Domon rejoint le BCM Gravelines-Dunkerque. Lors de la saison 2019-2020, il score plus de 20 points par match en U15 Elite. Il intègre ensuite le centre de formation du club à la rentrée suivante. De 2020 à 2023, il joue d'abord en U18 Elite puis partage progressivement son temps entre ce championnat et le championnat de France Espoirs dans lesquels il domine. En avril 2022, il dispute la finale de la Coupe de France U17 contre l'ASVEL Lyon-Villeurbanne. Malgré 30 points marqués et 10 rebonds pris, il s'incline avec ses coéquipiers (77-100).

### Premier contrat professionnel à Gravelines (depuis 2023)
En juillet 2023, Roman Domon signe son premier contrat professionnel avec le BCM et s'engage jusqu'en 2026 avec la formation du Nord. Durant la saison 2023-2024, il découvre la première division et la Coupe d'Europe FIBA. Domon marque notamment 7 points contre Blois le 10 février 2024 et les Metropolitans 92 le 4 mai 2024 sur des temps de jeu limités.

### Équipes de France jeunes
Durant l'été 2023, il joue ses premiers matchs internationaux en sélections de jeunes et prend part à sept rencontres du championnat d'Europe U18. En moyenne, il inscrit 5,4 points et prend 3 rebonds. Les Tricolores échouent au pied du podium.
Domon participe au championnat d'Europe des moins de 20 ans 2025 (en) avec la France. L'équipe obtient la médaille de bronze et Domon (12,6 points, 6,1 rebonds et 3,3 passes décisives de moyenne) est sélectionné dans l'équipe-type de la compétition.

## Palmarès et distinctions individuelles

### En sélection nationale
- Championnat d'Europe des moins de 20 ans 2025 (en)
- Sélectionné dans l'équipe-type du Championnat d'Europe des moins de 20 ans 2025 (en)

### Sur la scène internationale
- Sélectionné dans l'équipe U18 Next Generation de l'Adidas Next Generation Tournament (en) à Patras en février 2023
- Sélectionné pour l'Adidas Eurocamp 2025